# Abdellatif Iraki
 (juillet 2023).
Abdellatif Iraki (en arabe:  عبد اللطيف عراقي) est un ancien footballeur international marocain né le 1er janvier 1972 à Mohammédia.

## Biographie
Gardien de but emblématique du Chabab de Mohammédia, où il aura évolué pendant 20 ans, il fut régulièrement appelé en sélection au milieu des années 1990 pour participer aux éliminatoires de la Coupe d'Afrique des nations et de la Coupe du monde de 1998. Toutefois, il ne fut pas retenu pour les phases finales de ces deux compétitions, après que l'entraîneur Henri Michel lui préféra respectivement Driss El Asmar et Mustapha Chadili.
Outre le SCCM, Iraki a également évolué en club dans les rangs de l'Union de Mohammédia, l'autre club fanion de la cité des roses, ainsi que le Sporting de Salé, l'Ittihad de Khémisset, la Renaissance de Settat, le Tihad de Casablanca, le Youssoufia de Berrechid, le Wifaq de Bouznika, l'Association de Mansouria, la Renaissance de Tiflet et le Haousse de Settat.
Devenu dès son passage à l'Association de Mansouria entraîneur des gardiens de buts, il occupe par la suite le même poste au Raja de Béni Mellal Chabab de Houara, au Maghreb de Fès, au Youssoufia de Berrechid, au Chabab de Mohammédia et à la Renaissance d'El Gara. De 2015 à 2017, il est également entraîneur adjoint au Chabab de Mohammédia.